# Dwie wieże
Dwie wieże (ang. The Two Towers) – drugi tom powieści (błędnie nazywanej trylogią) pt. Władca Pierścieni autorstwa J.R.R. Tolkiena. Tom ten obejmuje księgę trzecią (Zdrada Isengardu) i czwartą (Podróż do Mordoru) powieści, a został po raz pierwszy wydany 11 listopada 1954 roku w Wielkiej Brytanii.

## Tytuł
Władca Pierścieni składa się z sześciu „ksiąg” poza wstępem, prologiem oraz rozszerzeniami. Powojenne braki papieru wymusiły na wydawcy opublikowanie powieści w trzech oddzielnych tomach. Akcja Dwóch wież obejmuje księgi trzecią oraz czwartą.
Zgodnie ze słowami Tolkiena „Dwie wieże to możliwie najwłaściwszy tytuł, który określa treść różniących się od siebie ksiąg trzeciej i czwartej; można pozostawić go nie do końca jasnym.” Proponowany tytuł, który miano nadać Księdze III nosił nazwę „Zdrady Isengardu”.  Księgę IV zatytułowano „Wędrówką Powierników Pierścienia” lub „Pierścień Wędruje na Wschód”. Tytuły „Zdrada Isengardu” oraz „Pierścień Wędruje na Wschód” zostały wykorzystane w wydaniu Tysiąclecia.
W korespondencji z Raynerem Unwinem Tolkien rozważał nazwanie wież Orthankiem i Barad-dûr, Minas Tirith oraz Barad-dûr lub Orthankiem oraz Wieżą Cirith Ungol. Jednakże miesiąc później napisał on załącznik, który umieszczono na końcu Wyprawy oraz naszkicował ilustrację mającą znaleźć się na okładce, które utożsamiono z Minas Morgul oraz Orthankiem.

## Treść

### Księga III: Zdrada Isengardu
Podczas gdy Aragorn poszukuje Frodo Bagginsa, dobiega do niego dźwięk rogu. Odnajduje on śmiertelnie rannego, przeszytego strzałami Boromira. Przed śmiercią Boromir mówi Aragornowi, że Meriadok Brandybuck oraz Peregrin Tuk zostali złapani przez Uruk-hai Sarumana pomimo wysiłków, które Boromir włożył w ich ochronę. Aragorn dowiaduje się także, że Frodo zniknął zaraz po tym, jak Boromir próbował odebrać mu Pierścień oraz tego, że Boromir żałuje swoich czynów. W ostatnich chwilach życia prosi on Aragorna o obronę Minas Tirith przed siłami Saurona. Wraz z Legolasem oraz Gimlim, którzy walczyli z orkami, Aragorn oddaje hołd Boromirowi oraz spuszcza jego ciało w dół Wielkiej Rzeki Anduiny na łódce. Trójka bohaterów wyrusza w pościg za Uruk-hai. W międzyczasie Merry i Pippin uciekają w chwili, gdy Uruk-hai zostają zaatakowani przez konnicę Rohanu. Udają się do leżącego w pobliżu Lasu Fangorn, gdzie na swojej drodze napotykają entów. Po rozważaniu tego, czy hobbici są przyjaciółmi czy też wrogami, przywódca entów, Drzewiec, nakłania radę entów do przeciwstawienia się Sarumanowi, co sugerują Merry i Pippin po tym, gdy istoty zdają sobie sprawę z tego, że olbrzymie połacie lasu zostały wycięte, by zasilić ogromne piece potrzebne armii Isengardu.
Aragorn, Gimli oraz Legolas spotykają Jeźdźców Rohanu, którymi dowodzi Éomer, bratanek króla Théodena. Trójka dowiaduje się, że kawaleria zaatakowała grupę orków noc wcześniej oraz że nie pozostawili żadnego przy życiu. Aragorn odkrywa jednak ślady bosych stóp (hobbici nie noszą butów) prowadzące do Fangornu, gdzie spostrzegają starca, który znika zaraz po tym, gdy go zauważyli – zakładają, że to Saruman. Krótko po tym spotykają Gandalfa (znów biorą go za Sarumana) który miał zginąć w kopalni Morii. Mówi on im o swoim upadku w otchłań, walką na śmierć i życie z Balrogiem, której konsekwencją był powrót do życia i wielka siła. Przestał być Gandalfem Szarym, a został Gandalfem Białym. Czwórka udaje się do stolicy Rohanu, Edoras, gdzie Gandalf leczy Théodena z choroby, która powodowała bierność, którą przejawiał ku zagrożeniu, jakie stwarza Saruman. W tym samym czasie szpieg Sarumana (a także zaufany doradca króla Théodena) Gríma, Gadzi Język, który to właśnie spowodował ową chorobę zostaje wygnany z Rohanu. Aragorn, Gimli, Legolas oraz wojska króla kierują się ku Rogatemu Grodowi, starożytnej twierdzy Rohanu w dolinie Helmowego Jaru. Gandalf odjeżdża, zanim rozpoczyna się oblężenie. W Rogatym Grodzie armia Rohanu której przewodzi Théoden oraz Aragorn, stawia opór siłom Sarumana. Najeźdźca odnosi sukcesy, dopóki Gandalf nie przybywa z pomocą. Wówczas szala zwycięstwa ostatecznie przechyla się na stronę Rohanu, zaś orkowie uciekają do lasu entów, z którego żaden nie wychodzi żywy. Gandalf, Aragorn, Gimli oraz Legolas wraz z Théodenem i Éomerem udają się do Isengardu.
Spotykają Merry’ego i Pippina oraz zastają Isengard spustoszonym przez entów, którzy zalali go niszcząc tamę Iseny oraz oblegli główną wieżę Orthanku, w której uwięzieni zostali Saruman i Gríma. Gandalf proponuje Sarumanowi szansę na odkupienie swoich przewin, lecz ten odmawia, przez co zostaje wykluczony z zakonu czarodziejów oraz Białej Rady. Gríma zrzuca coś z okna na Gandalfa, lecz nie trafia go. Przedmiot zostaje podniesiony przez Pippina. Okazuje się, że to jeden z Palantirów-Widzących Kryształów. Nie mogąc stłumić ciekawości, hobbit spogląda w niego oraz dostrzega Oko Saurona, lecz wychodzi cało z tej sytuacji. Gandalf i Pippin udają się następnie ku Minas Tirith w Gondorze celem przygotowania przed nieuchronną wojną przeciwko Mordorowi, podczas gdy Théoden, Merry, Aragorn, Legolas i Gimli pozostają w tyle, by zebrać wojska Rohanu i wyruszyć z pomocą Gondorowi.

### Księga IV: Podróż do Mordoru
Frodo i Samwise Gamgee spotykają i łapią Golluma, który śledził ich w trakcie ich wyprawy do Góry Przeznaczenia celem zniszczenia Jedynego Pierścienia. Stwór zapragnął przywłaszczyć sobie artefakt, który odebrano mu wcześniej. Sam nie ufa mu, lecz Frodo odczuwa żal, patrząc na biedne stworzenie. Gollum obiecuje przeprowadzić dwójkę do Czarnej Bramy Mordoru i przez pewien czas przypomina zachowaniem swoje wcześniejsze ja – Sméagola. Prowadzi ich przez ukrytą ścieżkę przez Martwe Bagna, by uniknąć wykrycia przez orków. Po dotarciu do Czarnej Bramy Gollum przekonuje Froda i Sama, by przez nią nie przechodzili, jako że zostaliby z pewnością złapani. Mówi im o sekretnej ścieżce prowadzącej do Mordoru. Dlatego też udają się na południe do jednej z prowincji Gondoru – Ithilien, gdzie zostają pojmani przez grupę strażników, której dowodzi Faramir, brat Boromira. Frodo i Sam zobaczyli ogromnego Olifanta-słonia Południowców. Faramir i strażnicy  prowadzą Froda i Sama do tajemnej kryjówki, gdzie Sam wyjawia, że Frodo jest Powiernikiem Pierścienia. Frodo jest zmuszony wyjaśnić, w jaki sposób pragnie zniszczyć Pierścień. Następnego poranka Faramir pozwala im odejść, lecz ostrzega że Gollum może ukrywać przed bohaterami prawdę o sekretnej ścieżce.
Gollum prowadzi dwójkę obok twierdzy Minas Morgul, a następnie po długich, stromych schodach Cirith Ungol oraz do gniazda wielkiego pająka – Szeloby. Gollum ma nadzieję, że odnajdzie Pierścień wśród szczątek Froda, które pozostawi po sobie potwór. Szeloba obezwładnia Froda. Sam odgania Golluma, który ucieka z jamy potwora. Następnie rani go za pomocą ostrza Froda, Żądła. Widząc Froda bladym i bez życia, Sam zakłada, że jest on martwy i zastanawia się, czy w ramach zemsty nie powinien złapać Golluma zamiast kontynuowania powierzonego mu zadania. Decyduje się jednak je dokończyć i zabiera Pierścień, lecz gdy orkowie zabierają jego ciało, Sam śledzi ich i dowiaduje się że, nie jest martwy, lecz tylko nieprzytomny. Sam mdleje, gdy orkowie docierają do bramy Wieży Cirith Ungol. Książka kończy się zdaniem: „Frodo był żywy lecz pojmany przez Wroga”.

## Adaptacje
Część z wydarzeń zawartych w Dwóch wieżach a także Wyprawie została zobrazowana w filmie Władca Pierścieni w reżyserii Ralpha Bakshiego.
W 1999 roku w Lifeline Theatre w Chicago miała miejsce światowa premiera adaptacji scenicznej Dwóch wież w reżyserii Neda Mochela.
Tytuł adaptacji filmowej Petera Jacksona odnosi się do wież  Barad-dûr Mordoru i Orthanku Isengardu. W jednym z dialogów Saruman mówi:

Świat się zmienia. Któż ma teraz siłę, by przeciwstawić się armii Isengardu i Mordoru? By stawić opór sile Saurona i Sarumana… oraz sojuszowi dwóch wież? Razem, mój panie… będziemy rządzić Śródziemiem.

W różnorakich zwiastunach filmu narracja prowadzona przez Gandalfa i Galadrielę jednoznacznie wskazuje na Barad-dûr i Orthank.
Zarówno film Władca Pierścieni: Dwie wieże, jak i filmowy sequel – Władca Pierścieni: Powrót króla – porzuciły równoległą narrację w miejsce bardziej chronologicznego prezentowania poszczególnych wydarzeń. Pierwszy z rozdziałów tego tomu powieści de facto przypomina koniec Drużyny Pierścienia. Późniejsze wydarzenia Dwóch wież przedstawiające losy Froda i Sama zostały zobrazowane w Powrocie króla. Dokonano także znaczących zmian w głównej linii fabularnej, motywowanych częściowo chęcią nadania większej głębi obu postaciom. Mimo że wszystkie trzy filmy Jacksona różnią się w stosunku do materiału źródłowego, Władca Pierścieni: Dwie wieże prawdopodobnie zawiera najwięcej zmian.

## Przyjęcie
The New York Times ocenił książkę pozytywnie, nazywając ją nadzwyczajnym, niezwykle ujmującym dziełem, dzięki swej nieskrępowanej narracji, moralnemu ciepłu oraz pięknu płynącym z prostoty, lecz przede wszystkim ekscytacji jakie w nas wzbudza.
Mimo zauważenia, że „Dwie Wieże” stawiają wygórowane żądania względem cierpliwości czytelnika oraz zawierają fragmenty które mogą zostać pominięte, przy czym nie wpłynie to ani na treść ani na formę, Anthony Boucher chwalił tom, twierdząc że żaden pisarz prócz E.R. Eddisona nigdy nie stworzył tak przemawiającej i prawdziwej mitologii i nie nadał jej takiego życia […] opisanego najpiękniejszą prozą którą widziała ta dekada w druku.